# Realna unija
Realna unija je veza dve ili više (suverenih) država koje imaju neke zajedničke institucije, ali (za razliku od političke unije) nisu ujedinjeni u jednu državu, tj. zadržali su prava suverenih država.
Realna unija se razvila iz personalne unije i ona predstavlja čvršći oblik povezivanja država. Razlika je i u 
u stalnosti veze prema osobi vladara, pa dolazi i do obavljanja nekih zajedničkih poslova). Može nastati i sklapanjem međunarodnog ugovora između država koje ulaze u realnu uniju ili ustavnom transformacijom neke države.
Pored zajedničkog vladara, po pravilu na uniju su prenesi i spoljni poslovi (tako da države članice prema spolja nastupaju kao jedan pravni subjekt u međunarodnim odnosima, mada su to ipak odvojene međunarodne jedinice) i poslovi vojske.
Termin 'realna' označava da se radi o stvarnoj uniji, a ne o kraljevskoj, tj. personalnoj uniji (eng. royal/real, port. real).
Ovaj oblik složene države pripada prošlosti i danas ga nije moguće sresti.
Najčešći oblik realne unije je vezan uz oblast carina, te se naziva carinska unija. Najpoznatiji primer je carinska unija između Švajcarske i Lihtenštajna.
Obeležja realnih unija su prema tome:
1. zajednički vladar (monarh), jer su se unije istorijski javljale kao monarhističke zajednice
2. u međunarodnim odnosima istupa kao jedinstven međunarodnopravni subjekt (pojednostavljeno: deluje kao jedna država, ako ima zajedničke spoljnopolitičke funkcije)
3. zajedničke funkcije članice realne unije ostvarile su na osnovu međunarodnog ugovora
4. članice realne unije samostalno obavljaju svoje vlastite funkcije (prvenstveno zakonodavstvo, sudstvo i uprava). Međutim, neka pitanja mogu rešavati unificirano, ali na osnovu zajedničkog sporazuma.

## Primeri realnih unija utokom istorije
- Austrija i Ugarska (Mađarska) postojala od 1867. do 1918, koja prema Austro-ugarskoj nagodbi iz 1867. ima zajedničko zastupničko telo - Carevinsko veće - sastavljeno od delegata iz austrijskog i ugarskog parlamenta.
- Nemačko carstvo i Pruska - postojalo od 1871. do 1918, gde je pruski kralj istovremeno bio i nemački car.
- Kalmarska unija - postojala od 1397. do 1524.
- Lublinska unija Poljske i Litvanije - postojala od 1569. do 1795.
- Danska-Norveška - postojala od 1536.–1814, zvanično personalna unija
- Švedska-Norveška (Švedska&Norveška) - postojala od 1814. do 1905, zvanično međutim personalna unija
- Finsko-ruska unija - postojala od 1809. do 1918, zvanično međutim personalna unija
- Dansko-Islandska unija - postojala od 1874. do 1940. (formalno do 1944) (sa autonomijom od 1874. odnosno 1918, vidi Kilski sporazum)
- Ujedinjeno kraljevstvo Portugala, Brazila i Algarves - postojalo od 1815. do 1822.